# Arhopalus deceptor
Arhopalus deceptor là một loài bọ cánh cứng trong họ Cerambycidae.